# ノーフォーク広場駅
ノーフォーク広場駅（ノーフォークひろばえき）は、福岡県北九州市門司区旧門司にある平成筑豊鉄道門司港レトロ観光線（北九州銀行レトロライン）の駅。開業当初はネーミングライツにより「レストラン『ら･むゑっと』入口」の副駅名を持っていたが、同店の廃業に伴い、現在副駅名の使用は終了しており、駅や客車などの駅名表示からも副駅名は削除されている。
駅名はネーミングライツ制度により、命名権を（有）まんねん亀が購入し、命名した。なお、計画当時の仮駅名は文字ヶ関駅であった。

## 歴史
- 2009年（平成21年）4月26日：開業。

## 駅構造

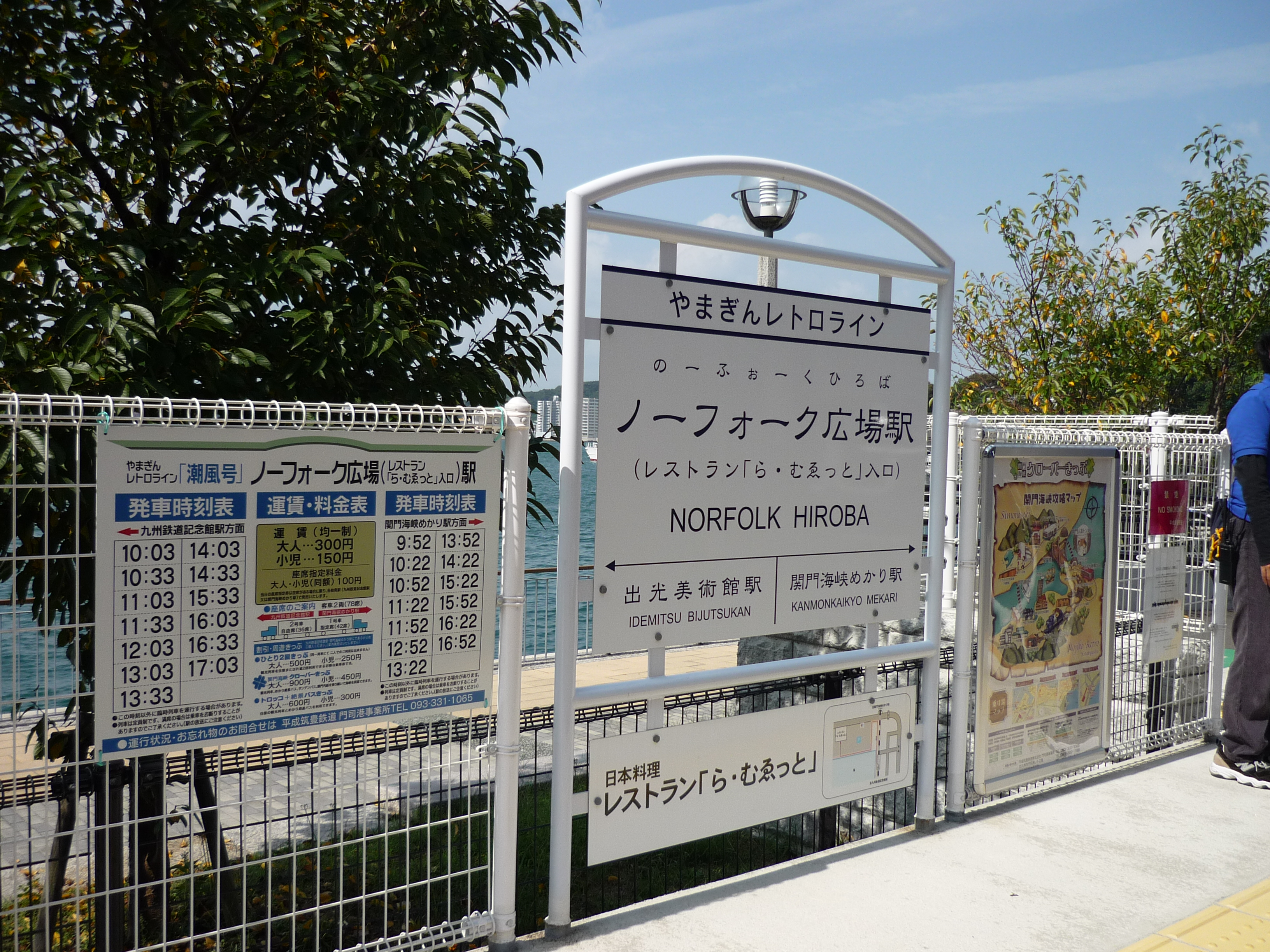
副駅名があった頃の駅名標（2009年10月）

プラットホーム1面1線を有する無人駅。地平からホームまでスロープになっている。 ホーム上には駅名標がある程度で、特に設備はない。

## 駅周辺
- 門司ヶ関址
- 和布刈公園ノーフォーク広場
- 西鉄バス北九州「旧門司二丁目」停留所 - 74番

## 隣の駅
平成筑豊鉄道
■門司港レトロ観光線（北九州銀行レトロライン）
出光美術館駅 - ノーフォーク広場駅 - 関門海峡めかり駅